# Ravnikarjeva ulica, Novo mesto
Ravnikarjeva ulica je ena od ulic v Novem mestu. Imenuje se po arhitektu, profesorju in akademiku Edvardu Ravnikarju. Ravnikarjeva ulica je slepa ulica na južnem delu soseske Žabja vas, ki poteka vzporedno z Drejčetovo potjo.